# Sint Nikolaas en zijn knecht
Sint Nikolaas en zijn knecht is een prentenboek over Sinterklaas van de Amsterdamse onderwijzer Jan Schenkman. Het boek is voor het eerst uitgegeven in 1850 door G. Theod. Bom.
Dankzij de rijke illustraties en vele herdrukken leverde het boek een belangrijke bijdrage aan de beeldvorming van de hedendaagse Sinterklaastraditie in Nederland.

## Inhoud
Sinterklaas, de bisschop van Spanje, komt met zijn knecht per stoomboot vanuit zijn thuisland aan in het centrum van Amsterdam. Na een plechtige intocht door de stad gaat hij naar een banketbakker en een boekwinkel om snoepgoed en boeken te kopen. Te paard gaan ze 's nachts over de daken en luisteren aan de deur. In zijn grote boek houdt de Sint bij welk kind lief of stout is geweest.
De Sint strooit snoep op strooi-avond waarbij de kinderen zingen. Ook bezoekt hij de school en legt cadeaus in de kinderkamer. De kinderen kijken wat Sint voor hen bij oma in de schoen heeft gedaan. Een rijk kind leert hij dat deugd belangrijker is dan een groot cadeau. Ook het huis van een arm gezin wordt door Sint niet overgeslagen. Verder betrapt Sint een kind dat uit de koektrommel snoept en dreigt hij twee stoute jongens in zijn zak te stoppen, maar dan krijgen ze toch vergeving.
Tot slot vertrekt de Sint weer. In de eerste editie van het boekje vertrekt hij in een luchtballon, in latere uitgaven neemt hij de trein.

## Achtergronden
Sint Nikolaas en zijn knecht is voor zover bekend het eerste boek waarin een samenhangend beeldverhaal over Sinterklaas en diens helper verteld wordt. Het vertellen gebeurt in de vorm van een aantal versjes van steeds twaalf regels. Schenkman verwerkte al langer bekende elementen als het paard, het rijden over de daken, het schenken van cadeaus of een roe via de schoorsteen. Voor andere belangrijke elementen zoals de stoomboot, het grote boek en de knecht met een donker uiterlijk zijn geen oudere bronnen voorhanden. Vaak wordt daarom aangenomen dat al deze ideeën geheel of grotendeels door Schenkman zelf bedacht waren. In werkelijkheid heeft Schenkman zich naar het zich laat aanzien sterk laten inspireren door zijn eveneens Amsterdamse collega Georgius d'Ancona. D'Ancona bracht tien jaar eerder al Brief van St. Nicolaas aan zijne vriendjes en vriendinnetjes uit, en in 1842 de St. Nicolaas Almanak voor brave kinderen. Het is dan ook zeer de vraag of de donkere knecht een idee was van Schenkman, diens uitgever Bom, of de tekenaar.

### Stoomboot
De stoomboot was destijds een zeer modern vervoermiddel, evenals de luchtballon in de edities van 1872 en later de trein waarmee Sinterklaas weer vertrekt. De tekst over de stoomboot is in 1912 gepubliceerd als het bekend geworden sinterklaaslied Zie ginds komt de stoomboot. De melodie van Zie Ginds Komt De Stoomboot is overgenomen van het Duitse volksliedje "Im Märzen der Bauer." Ook is het aan deze passage van het boek te danken dat de Sint tijdens zijn intocht altijd met de stoomboot aankomt in Nederland.

### Knecht
Sint Nikolaas en zijn knecht is voor zover bekend het eerste sinterklaasboek in Nederland en Vlaanderen waarin een donkerkleurige knecht bij Sint Nicolaas in de tekst en op de illustraties voorkomt”
Uit de illustraties in latere edities heeft zich naar alle waarschijnlijkheid het personage Zwarte Piet ontwikkeld. De knecht heeft in de eerste editie nog geen naam. Aanvankelijk wordt hij ook nog niet afgebeeld met de karakteristieke pofbroek, baret en het algehele uiterlijk van een page; die elementen verschijnen in een iets latere editie. Er bestond "in het Amsterdam van die tijd duidelijk een voedingsbodem om het sinterklaasfeest te veranderen", stelt onderzoeker John Helsloot. Een nieuw uitgevonden Zwarte Piet paste daarom beter in het gewenste beeld dan de oude zwartgemaakte 'Klazen'.

## Edities
Van dit populaire werkje zijn in de loop der jaren verschillende edities uitgegeven. Enkele opmerkelijke verschillen:
- In de eerste editie van 1850 is op een illustratie waarop Sinterklaas op zijn paard door de stad rijdt nog een guirlande in de vorm van een aan koning Willem II (wiens verjaardag op 6 december viel) gewijde kroon te zien. In de tweede editie (1858) is deze kroon weggelaten.[10]
- Als Sinterklaas een bezoek brengt aan het klaslokaal, is in de eerste editie uit 1850 de voorloper van Zwarte Piet nog niet te zien. Op een latere illustratie (gemaakt door Petrus van Geldorp) is Sinterklaas' hulp wel in beeld.[11]
- In latere drukken zijn enkele afbeeldingen waarop is te zien dat Sinterklaas tijdens het invallen van de schemering de boekwinkel en de banketbakker bezoekt vervangen, zodat het avondaspect is verdwenen. Ook is er later een bezoek aan een speelgoedwinkel bij gekomen.[12]
- In de allereerste druk vergat Schenkman de staf toe te voegen op de illustratie waarop Sinterklaas per luchtballon vertrekt. Vanaf de tweede editie is deze afbeelding geheel verdwenen en vertrekt de Sint met de Arend.[13]

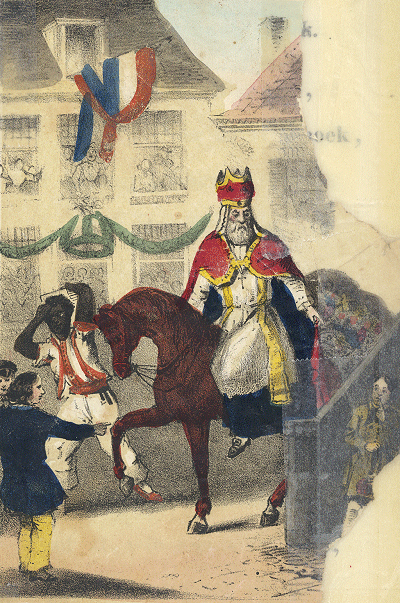
Intocht van Sinterklaas. Illustratie uit de eerste editie (1850)
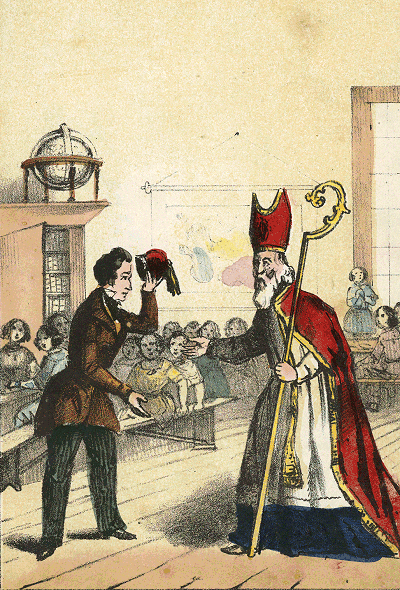
Sinterklaas bezoekt de school. Illustratie uit de eerste editie (1850)
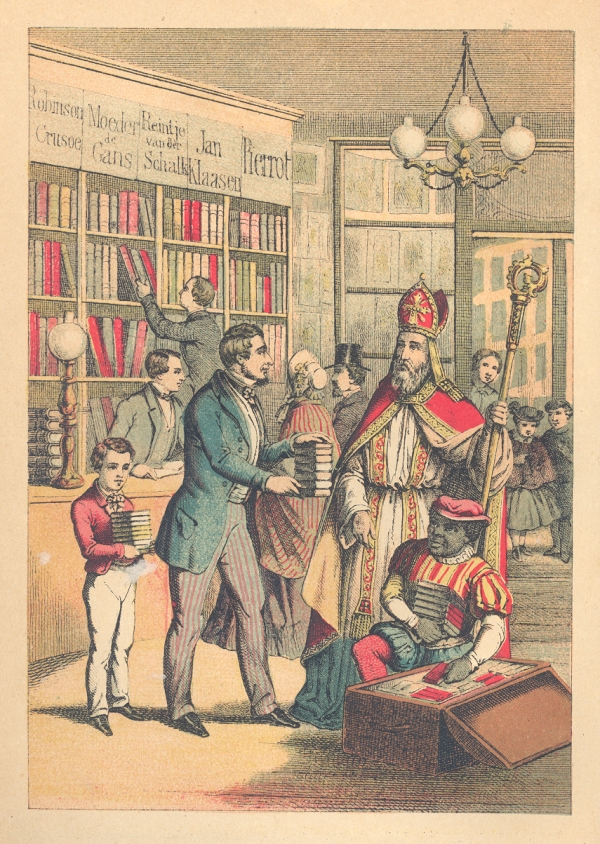
Sinterklaas in de boekwinkel. Illustratie uit ca. 1880
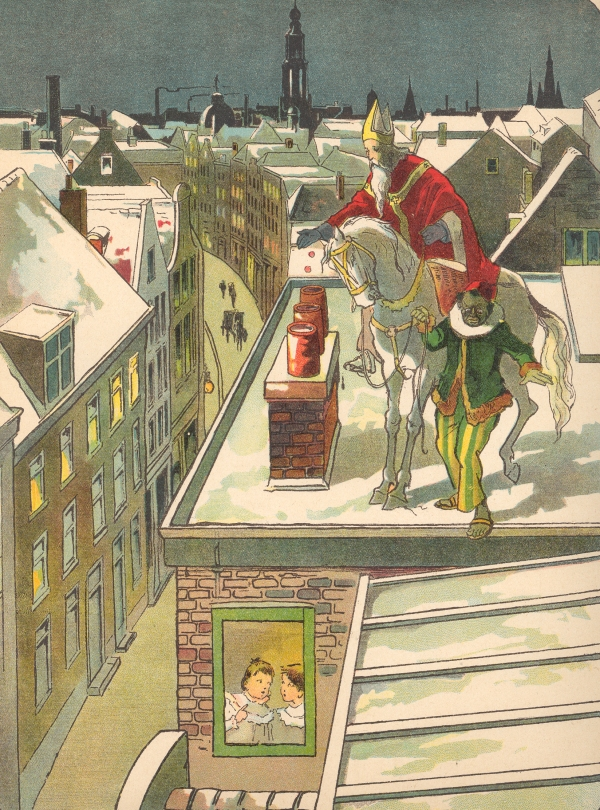
Sinterklaas op de schoorsteen. Illustratie gemaakt door Petrus van Geldorp en verschenen in de editie van 1907[14]. Op de achtergrond de Westerkerk van Amsterdam en het Paleis op de Dam.
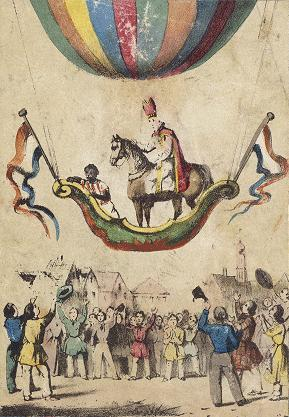
Sinterklaas vertrekt per luchtballon. Illustratie uit de eerste editie (1850)